# Molino Viejo (Castellcir)

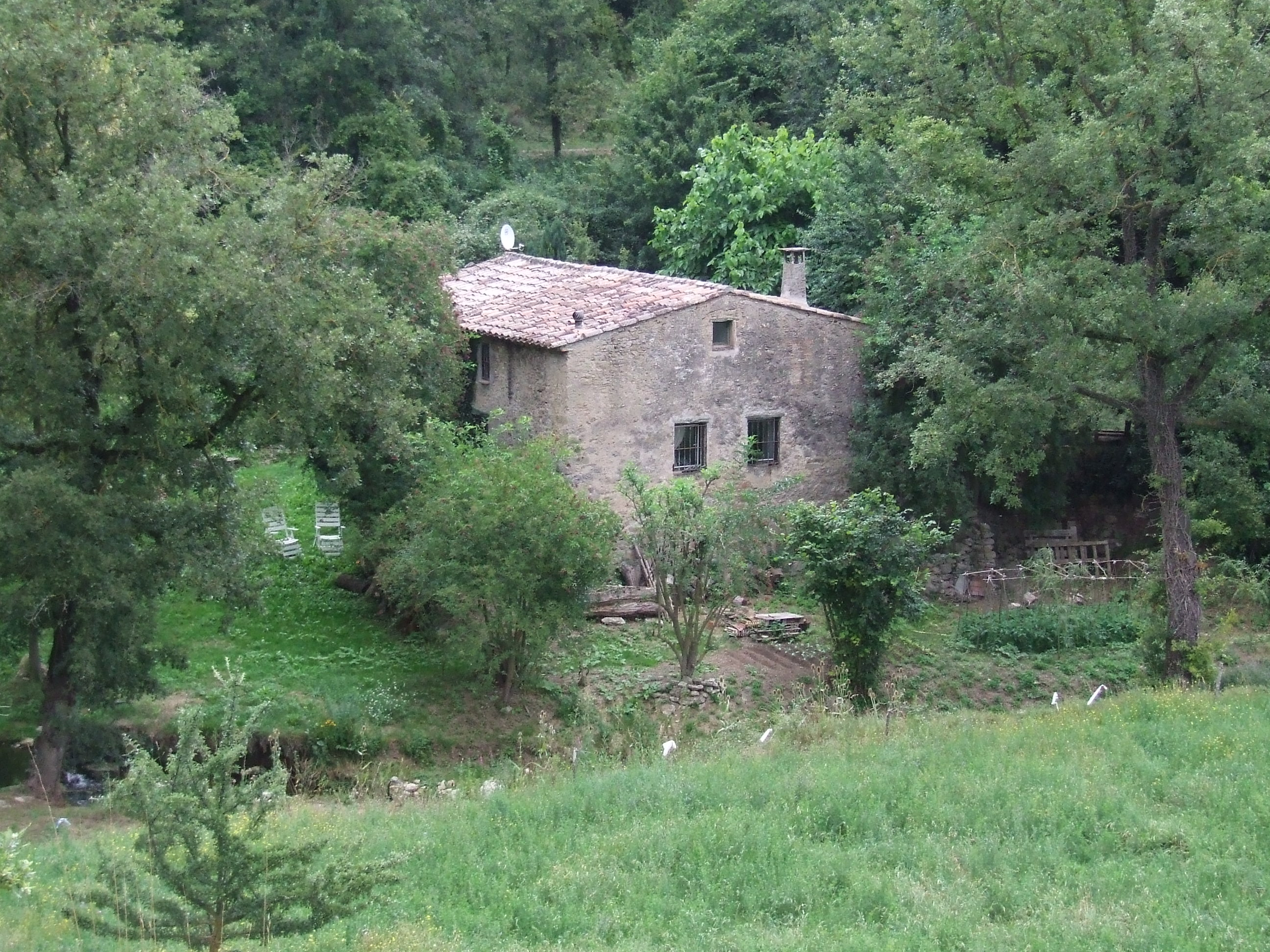
La casa situada sobre los restos del molino.

El Molino Viejo, respecto del término de Castellcir.

El Molino Viejo o Molino de Esplugues fue un molino situado en el término municipal de Castellcir, en la comarca barcelonesa del Moyanés (Cataluña, España).
Sus restos están situados a la izquierda de la riera de Fontscalents, a mediodía de la masía de Esplugues. Es al noroeste de Castellcir y al nordeste de Castellterçol, a poniente de la Robleda, y al nordeste del Molino Nuevo, que ya es en el término vecino de Castellterçol.
Encima de los restos del viejo molino hay actualmente una casa edificada durante el siglo XX, pero que ya no hace función de molino.